# Weberbauera chillanensis
Weberbauera chillanensis är en korsblommig växtart som först beskrevs av Rodolfo Amando Philippi, och fick sitt nu gällande namn av Al-shehbaz. Weberbauera chillanensis ingår i släktet Weberbauera och familjen korsblommiga växter. Inga underarter finns listade i Catalogue of Life.